# Giralda ou La Nouvelle Psyché
Giralda ou La Nouvelle Psyché (deutsch: Giralda oder Die neue Psyche) ist eine Opéra-comique in drei Akten von Adolphe Adam.

## Konzeption
Auch wenn die Geschichte vom lüsternen König nach Galicien verlegt ist, so besteht kaum Zweifel darüber, dass Napoleon III. gemeint ist und die allgemeine Sittenkritik sowie die Satire auf das Königspaar und ihren Hofstaat erinnern stark an manche Zeitsatiren der Librettisten von Jacques Offenbach.
Musikalisch verweisen etwa auch die akzentuierenden Verkürzungen der Noten auf dem Taktschwerpunkt durch Pausen und die großen Steigerungen mit ihren rhythmischen Wiederholungsfiguren auf Offenbach. Die Prägnanz und die Kürze der einzelnen Nummern machen Schule für die spätere Entwicklung der Opéra-comique.
Von der zeitgenössischen Kritik wurde Giralda vielfach als Meisterwerk des Komponisten bezeichnet und hielt sich nach der erfolgreichen Uraufführung noch jahrzehntelang im Repertoire der europäischen Opernhäuser.

## Instrumentation
Piccolo, 2 Flöten, 2 Oboen, 2 Klarinetten, 2 Fagotte, 4 Hörner, 2 Trompeten, 2 Pistons, 2 Posaunen, Schlagzeug (Trommel, Triangel, Kastagnetten, große Trommel, Becken), Streicher
Bühnenmusik: Glocke

## Handlung

### I. Akt
Freie Gegend:
Als die Hochzeitsgäste des Müllers Ginès erscheinen fehlt diesem noch der Hochzeitsrock. Als ihn der Schneider endlich bringt, singt Ginès erfreut: „Mein Ehrenkleid, mein saubres Hochzeitsröckchen“. Traurig und als Braut geschmückt erscheint schließlich auch Giralda, die ihren Bräutigam nicht liebt und ihn anfleht, sie doch freizugeben. Sie liebt einen anderen, den sie zwar noch nie gesehen, mit dem sie aber im Dunklen gesprochen hat. Doch Ginès, der es auf ihre Mitgift abgesehen hat, will sich nicht von Giralda trennen.
Da erscheint Japhet und verkündet, dass die Hochzeit verschoben werden müsse, weil die Majestäten im Pächterhaus einkehren wollen. Er und Manoël, der unerkannte Geliebte Giraldas, treffen einander und Japhet, der heimlich verheiratet ist, erzählt dem bestürzten Manoël, dass der weibstolle König hier einzukehren beabsichtigt. Auch Ginès ist über die Störung seiner Hochzeit wütend, doch als ihm Manoël den Vorschlag macht, ihm für den Fall der Freigabe von Giralda die doppelte Summe ihrer Mitgift zu zahlen, stimmt Ginès zu.
Inzwischen ist es dunkel geworden und die Hochzeitsgäste kommen aus dem Haus. Manoël wirft sich rasch Ginès Mantel um, verbirgt sein Gesicht unter dem weit in die Stirne gezogenen Hut und eilt statt Ginès an Giraldas Seite zur Kapelle, wo er mit ihr im Bund der Ehe vereint wird.
Mittlerweile hat der Quartiermeister des Königs diesen in die Mühle geleitet und auch die fromme Königin erscheint. Sie kniet nieder um zu beten und will die Nacht in der Kapelle verbringen. Da sie ihren Gemahl als berüchtigten Schürzenjäger kennt, soll ihr Japhet am nächsten Tag über des Königs Nachtruhe berichten. Nun kehrt auch Manoël mit Giralda und den Hochzeitsgästen zurück. Der König ist von Giralda entzückt und lässt sich die Mühle genau beschreiben. Da Manoël nicht erkannt werden möchte, verschwindet er und Ginès nimmt formell wieder den Platz des Bräutigams ein.

### II. Akt
Im Innern der Mühle:
Ein Chor der Mädchen geleitet das vermeintliche Ehepaar Ginès und Giralda und führen dann Giralda davon. Allein geblieben singt Ginès „Als Junggesell' in meiner Mühle“ als Manoël zu ihm tritt. Er löscht das Licht und Mädchen bringen Giralda wieder in das nun dunkle Zimmer. Ginès verabschiedet die Mädchen und zieht sich ebenfalls zurück.
Nun erfährt Giralda zu ihrer Freude, dass sie mit dem geliebten Fremden für immer verbunden ist. Nach einem Liebesduett vereinbaren sie ein Losungswort, das beiden zur Verständigung dienen soll und Giralda entfernt sich, um Licht zu holen.
Unterdessen hat der König mit Japhet den Balkon über eine Leiter erklommen, die Japhet nach dem Aufstieg versehentlich umgeworfen und so jede Rückkehr vereitelt hat. Nun soll er auf dem Balkon Posten stehen während sich der König anschickt, in das dunkle Zimmer zu treten, wo er Giralda allein vermutet. Manoël ruft leise nach Ginès und schickt ihn zur Kapelle, um die Königin zu holen.
Giralda kommt zwar mit der Lampe zurück, lässt sie jedoch fallen, sodass es wieder dunkel ist. Als die herbeigerufene Königin erscheint, verbirgt Manoël rasch seine Gattin und bringt auch den König in Sicherheit, der ihm aus Dankbarkeit eine Kette schenkt. Ginès versteckt Japhet im Nebenzimmer bei Giralda und die Königin lässt die Mühle durchsuchen, jedoch vergeblich.
Nachdem der König zur Haupttür eingetreten ist, erzählt Ginès verwirrt von seinem Handel wegen Freigabe Giraldas und vermutet in dem mit einer andern heimlich verheirateten Japhet den Gatten Giraldas. Japhet und Giralda müssen nun als vermeintliches Ehepaar dem Königspaar an den Hof folgen.

### III. Akt
Saal im Palast der Königin in Santiago de Compostela:
Die Königin schlägt Manoël als Großmeister des Ordens St. Jacques vor, weil sie die Schwäche des Königs für Giralda fürchtet und verhindern will, dass diese am Hof bleibt. Ihr groteskes Verhör aller Personen, die in der Mühle waren, bringt für sie nichts über die tatsächlichen Vorgänge ans Licht. Auch der vom König und von Manoël bestochene Ginès schweigt beharrlich.
Der König vertraut sich Japhet, dem heimlichen Gemahl Rosines, an und erklärt ihm, er wolle von Giralda ablassen und sich fortan Rosine widmen. Einen Brief, den Japhet Rosine bringen soll, spielt dieser der Königin zu, die ihrerseits den Hofdamen von der vermeintlichen Vermählung von Japhet und Giralda berichtet, worauf Rosine gesteht, mit Japhet verheiratet zu sein. Als die Königin diesen der Bigamie bezichtigt, ist die Verwirrung perfekt.
Japhet erzählt nun von dem Überfall Unbekannter auf die Kutsche, mit der er die Mühle verlassen habe, und Giralda bestätigt, dass der Anführer der Banditen ihr Mann gewesen sei, der sie zum Palast gebracht habe. Erst jetzt erkennt sie Manoël, der aber zunächst leugnet, mit ihr verheiratet zu sein. Erst als ihr der König den Hof macht und sie zu küssen versucht, gibt er sich zu erkennen, weist das königliche Pfand vor, das er in der Mühle erhalten hatte, und fordert Schutz vor der Bestrafung durch die Königin. Das Königspaar unterschreibt den vermeintlichen Vertrag zur Ernennung von Manoël zum Großmeister, der jedoch tatsächlich sein Ehevertrag mit Giralda ist.